# Kohärente Rückstreuung
Kohärente Rückstreuung tritt auf, wenn kohärente Strahlung in einem Medium propagiert, welches eine große Anzahl an Streuzentren aufweist, welche in der Größenordnung der Strahlungswellenlänge sind. Ein Beispiel ist die Ausbreitung von Laserlicht in Milch oder einer dicken Wolke.

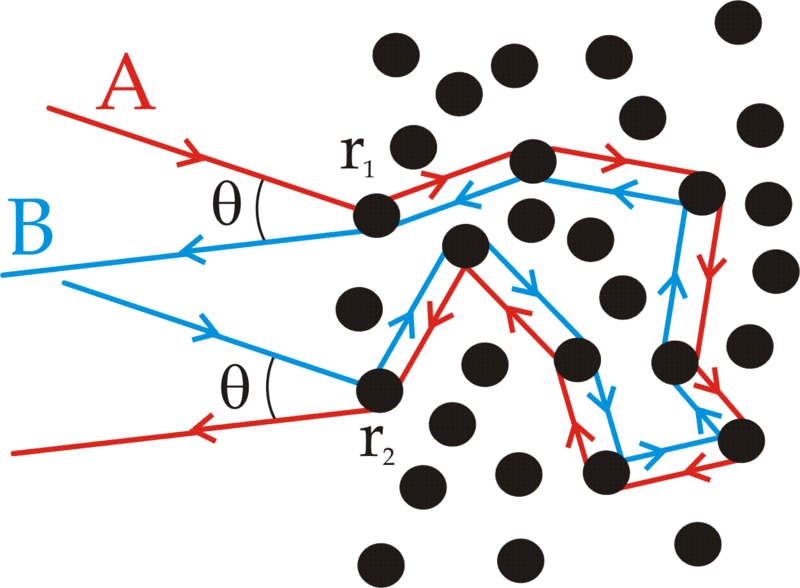
Pfade zweier Lichtstrahlen in einem ungeordneten Medium. Da die Pfade durch Zeitinversion ineinander übergehen, interferieren sie konstruktiv, wenn der Winkel θ gegen Null geht.

Beim Durchgang durch das Medium werden die Wellen mehrfach gestreut. Selbst für inkohärente Strahlung ergibt sich ein lokales Maximum in der Rückstreurichtung. Im Falle kohärenter Strahlung verdoppelt sich die Intensität dieses Maximums.
Aus zwei Gründen ist Rückstreuung schwer zu identifizieren und zu messen. Der erste Grund ist recht augenfällig, da es schwierig ist, das reflektierte Licht zu messen, ohne das einlaufende Licht zu blockieren. Dies ist jedoch ein lösbares Problem. Der zweite Grund ist, dass die Verteilung um das Maximum bei 180 Grad üblicherweise sehr schmal ist, was eine sehr hohe Winkelauflösung erfordert, um das Maximum erkennen zu können, ohne die Intensität über umliegende Raumwinkelbereiche zu mitteln, in welchen die Intensität stark verringert sein kann. Bei anderen Streuwinkeln treten im Wesentlichen zufällige Speckles genannte Fluktuationen auf.
Die kohärente Rückstreuung ist mit das robusteste Interferenzphänomen, welches Mehrfachstreuung überdauert, und wird als ein Aspekt des quantenmechanischen Phänomens der schwachen Lokalisierung angesehen. In der schwachen Lokalisierung führt die Interferenz zwischen direktem und inversem Weg zu einer Reduktion des Lichttransports in Vorwärtsrichtung. Dieses Phänomen ist charakteristisch für jede Welle, welche mehrfach gestreut wird. Üblicherweise wird dies für Licht betrachtet, wo es ähnlich der schwachen Lokalisierung in ungeordneten (Halb)leitern ist und oft als Vorläufer der Anderson-Lokalisierung (oder starken Lokalisierung) angesehen wird. Die schwache Lokalisierung von Licht kann detektiert werden, da sie sich in einer Verstärkung der Lichtintensität in Rückstreurichtung manifestiert. Diese Verstärkung wird der kohärente Rückstreukegel genannt.
Kohärente Rückstreuung hat ihren Ursprung in der Interferenz zwischen direktem und invertiertem Pfad in der Rückstreurichtung. Wenn ein Medium mit vielen Streuzentren von einem Laserstrahl beleuchtet wird, resultiert die Intensität aus der Überlagerung der Amplituden der verschiedenen Streupfade; für ein ungeordnetes Medium werden die Interferenzterme ausgewaschen, wenn über viele Konfigurationen gemittelt wird, mit Ausnahme eines engen Bereiches um 180 Grad, in welchem die mittlere Intensität erhöht ist. Dieser Effekt ist die Akkumulation von vielen Zwei-Wellen-Interferenzmustern. Der Rückstreukegel ist die Fouriertransformation der räumlichen Verteilung des Streulichtes auf der Probenoberfläche, wenn diese mit einer punktförmigen Lichtquelle beleuchtet wird. Die erhöhte Rückstreuung beruht auf der konstruktiven Interferenz zwischen zwei Amplituden, welchen den beiden Durchlaufrichtungen eines Pfades entsprechen.